# Pensador Mexicano
Pensador Mexicano är en ort i Mexiko.   Den ligger i kommunen Tantoyuca och delstaten Veracruz, i den sydöstra delen av landet, 230 km nordost om huvudstaden Mexico City. Pensador Mexicano ligger 176 meter över havet och antalet invånare är 317.
Terrängen runt Pensador Mexicano är huvudsakligen platt. Pensador Mexicano ligger uppe på en höjd. Runt Pensador Mexicano är det ganska tätbefolkat, med 72 invånare per kvadratkilometer. Närmaste större samhälle är Tantoyuca, 13,7 km nordväst om Pensador Mexicano. Trakten runt Pensador Mexicano består till största delen av jordbruksmark.